# دوگی دل
دوگی دل (به صربی: Dugi Del) یک منطقهٔ مسکونی در صربستان است که در سوردولیکا واقع شده‌است. دوگی دل ۴۲ نفر جمعیت دارد.